# Aeroporto di Nanchino
L'aeroporto di Nanchino (IATA: NKG, ICAO: ZSNJ) è l'aeroporto che serve la città di Nanchino, nella provincia dello Jiangsu, in Cina. L'aeroporto è localizzato a Lukou, a 35 km dal centro cittadino.
L'aeroporto è base per le compagnie aeree China Eastern Airlines e Shenzhen Airlines. Nel 2010 all'aeroporto di Nanchino sono transitati 234.000 tonnellate di merci e 12.530.515 di passeggeri classificandolo rispettivamente 10° per le merci transitate e 13° per i passeggeri tra tutti gli aeroporti cinesi.
Aperto nel 1997 l'aeroporto rimpiazzò il precedente Aeroporto di Nanchino-Dajiaochang che è diventato un aeroporto militare.